# Hydrocotyle alpestris
Hydrocotyle alpestris är en växtart i släktet Hydrocotyle och familjen araliaväxter.
Arten förekommer i sydöstra Brasilien. Den beskrevs av George Gardner 1845.